# 秋ヶ瀬橋

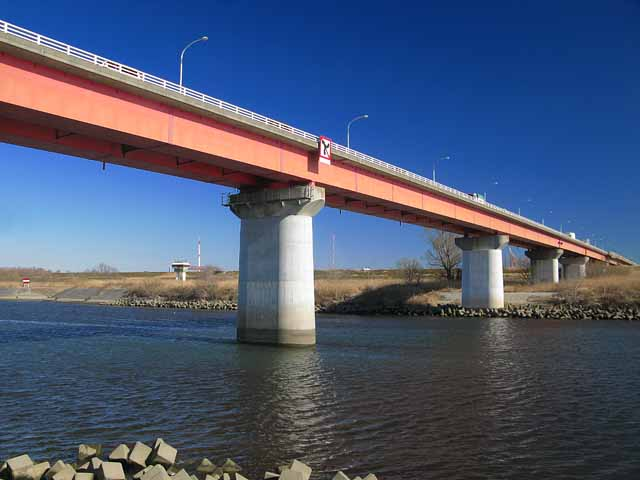
秋ヶ瀬橋（2014年1月）

秋ヶ瀬橋（あきがせはし）は、埼玉県さいたま市桜区大字西堀、大字田島、大字下大久保（飛地）、及び志木市大字下宗岡に跨がり、荒川第一調節池、鴨川放水路（左記の調節池内）、及び荒川に架かる埼玉県道40号さいたま東村山線（志木街道）及び埼玉県道79号朝霞蕨線の道路橋である。

## 概要
荒川河口から34.4 kmの地点に位置する、志木市および朝霞市からさいたま市方面への主要幹線となっている橋である。また、埼玉県の第二次緊急輸送道路に指定されている。歩道は上流側のみに設置されている。欄干は橋が囲繞堤と交差する辺りで可動できる様になっている。県道の橋であるが橋の管理者はさいたま市 である。左岸側で荒川横堤である土合第一横堤に接続し、同横堤は反対側で鴨川に架かるさくら草橋に接続する。志木側橋詰は交差点となっているため幅員が拡げられ、12径間の曲線橋である秋ヶ瀬陸橋に接続する。将来的には南側に2車線の道路と歩道を架橋し、上下4車線の橋になる予定で、浦和側は都市計画道路田島大牧線、志木側は都市計画道路黒目川通線に接続する予定。東日本旅客鉄道（JR東日本）の浦和駅と、東武東上線の志木駅を結ぶ国際興業バスの志01系統路線の走行経路である。さいたま市寄りのバス停留所は「さくら草公園」が最寄り。志木側橋詰には橋と同名のバス停留所もある。
24時間当たりの車両通行量は23689台（2010年10月13日〜14日）である。
1982年開通の現在の橋は、全長1045.0メートルで、埼玉県の県道に架かる橋梁において、鋼橋としては最長の橋である。

## 歴史

### 1908年の橋

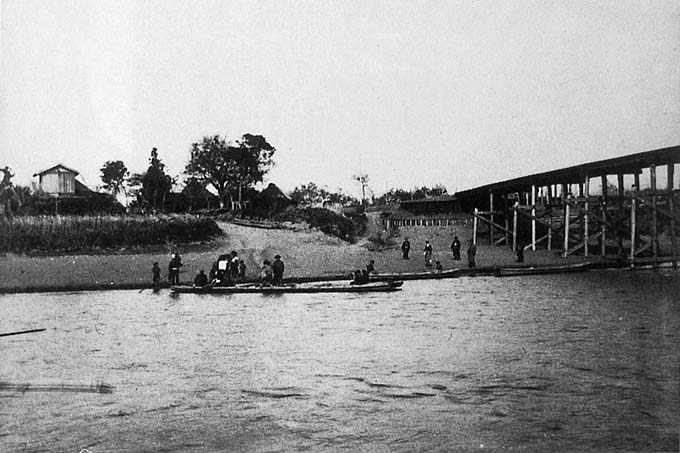
秋ヶ瀬橋と秋ヶ瀬の渡し（1909年）

志木街道の秋ヶ瀬橋が開通する以前は、江戸時代前期に開設された 秋ヶ瀬の渡し と呼ばれる渡船で対岸を結んでいた重要な交通路であった。秋ヶ瀬の渡しが秋ヶ瀬橋の前身である。
1871年（明治4年）に埼玉県庁が浦和に置かれると秋ヶ瀬の渡船交通が頻繁となり、地元住民の架橋の要望が上がったことから、1908年（明治41年） に初代の秋ヶ瀬橋が木製の冠水橋（かんすいきょう）として架橋された。
架橋された場所は現在の秋ヶ瀬橋（新秋ヶ瀬橋）よりやや上流側であった。大水の影響を軽減すべく、川岸を櫓状に2メートルほど高くし、そこに橋桁が架けられていた。この橋は大水の際は、橋の損壊を防ぐために橋の渡り板を撤去できる構造になっていた。なお、渡船は冠水橋の完成後も使用は継続され、1938年の永久橋が架橋された際に廃止となった。
この冠水橋は1938年に永久橋が架橋された際に取り壊された。また、橋の架け替えの際に発生した廃材は川上にある羽根倉橋の架橋に転用された。橋の取り付け道路は砂利道として横堤の南側に存続されていたが、さくら草公園の整備の際に舗装され、園内を通る道路として整備されている。右岸側の取り付け道路も右岸堤防の用地となった場所や、流路付近を除き農道などとして残存している。

### 1938年の橋

秋ヶ瀬橋を渡る路線バス（1957年）

昭和初期の荒川上流改修工事の一環として横堤である荒川横堤の土合第一横堤が1929年（昭和4年）11月13日に着工し、1934年（昭和9年）3月31日に竣工すると、路線（志木街道）はその天端に移し替えられると共に、秋ヶ瀬橋の永久橋化が行われる事となった。なお、右岸側アプローチとなる宗岡第一横堤（完成延長82.65 m）は1929年（昭和4年）12月16日着工され、1931年（昭和6年）1月31日竣工している。橋の設計は増田淳、施行は安藤鉄工所が担当した。
1933年（昭和8年）に総事業費40万5千円を投じ 工事に着手した。途中昭和恐慌に端を発する経済界の不況の中、工事の中断や橋梁の設計変更、さらに工期の延期を余儀なくされたが、1938年（昭和13年）11月、現在の橋の下流側に秋ヶ瀬橋の架換工事が完成し、橋長770.5メートル、総幅員6.1メートル、有効幅員5.5メートル、耐荷荷重20トン のポニートラス構造を持つ中路カンチレバートラス橋として架橋された。車線数は2車線で歩道は設置されていなかった。橋の両側は総延長584.05メートル、高さ10.769メートル、幅員8メートルの横堤に接続され、取り付け道路がその天端を通っていた。
交通量の増加に伴い、度々橋が傷むようになった。1968年（昭和43年）2月10日から2月20日までの10日間に渡り、橋の修繕により通行止めとなる時期があった。この間、一般車両は下流側にある笹目橋に迂回し、路線バスは荒川を挟み折り返し運行の措置が取られた。さらに、同年12月12日にも翌年3月25日にかけて橋の修繕が行なわれ、その間は橋を通行止めにして、下流側に1車線分の仮橋が架設されて片側交互通行が行われ、笹目橋への迂回も要請した。また、1973年（昭和48年）4月10日22時30分より翌日6時まで橋桁工事のため通行止めになり、その間は羽根倉橋に迂回する措置が取られた。
県内屈指の渋滞橋で、県の1980年（昭和55年）6月の調査では7時から19時までの12時間においての四輪車の交通量は18044台で、1日辺りの交通量は約25000台にも上った。朝の通勤時間帯は1キロ進むのに1時間を要した。また、歩行者や自転車などの通行は危険が伴い、まさに命懸けであった。
この橋は供用後40年余りの間、交通量の増加に合わせて一部補修はされたが老朽化の他、車両の大型化や激増する交通量に対応しきれなくなり、時代にそぐわなくなったことから、新秋ヶ瀬橋が開通した際にその役目を終え、維持修繕費がかかることもあり、宗岡側の宗岡第一横堤と共に取り壊された。橋そのものの遺構は保存されていないが、取り付け道路は廃道として左岸側は横堤の天端に、右岸側は堤内地側の現道の高架下に両側共残存している。

### 1982年の橋

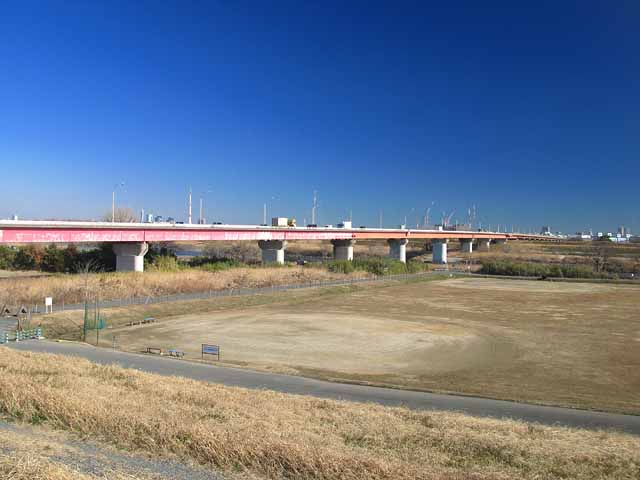
左岸下流側より望む現行の秋ヶ瀬橋。

秋ヶ瀬橋の50メートル上流側、初代秋ヶ瀬橋の下流側の位置に新秋ヶ瀬橋として架け替えられた。1973年（昭和48年） 事業化され、県（浦和土木事務所）が事業主体となり、総工費44億1000万円を投じて1978年（昭和53年） 架設工事に着手し、1982年（昭和57年）、架換工事が完成して秋ヶ瀬橋から付け替えられ、2月27日開通した。橋長1045.0メートル、総幅員11.0メートル、有効幅員9.5メートル（車道7.5メートル、歩道2.0メートル）、最大支間長70.0メートルの23径間の連続鋼鈑桁橋（右岸側3径間は連続鋼箱桁橋） である。下部工は逆T式鋼管杭基礎橋脚および橋台で流心部は井筒式基礎橋脚を使用している。橋の施工は石川島播磨重工業および松尾橋梁（現IHIインフラシステム）、日本車輌製造、東日本鉄工、宮地鉄工所（現、宮地エンジニアリング）、横河ブリッジが行い、架設工法として最も一般的な工法である、トラッククレーンによるベント（仮受構台）もしくは台船クレーンによるベント工法が用いられた。照明灯は30ワットのものを60基設置した。また、左岸側は横堤の途中から上流側に分岐するように接続し、右岸側は新秋ヶ瀬橋のために作られた長さ227.65メートルの11径間の取付高架に接続されている。志木側の橋詰の交差点も橋の開通に合わせて改修が行なわれた。現在はこの新秋ヶ瀬橋を秋ヶ瀬橋と呼ぶ。
この橋の開通により安全面においては格段な向上が見られ、それまでは接触事故が頻発し、橋から川に転落する事故まで発生していたが、開通後は車線の幅が広くなったため接触事故は劇的に解消され、大型車同士の行き違いもスムーズになり、歩行者や自転車などは歩道を通って安全に対岸に渡れるようになった。しかし、期待されていた渋滞の緩和はそれまで他の橋に迂回していた車両が、秋ヶ瀬橋に舞い戻ってきたこともあってあまり効果はなく、住民からの苦情も出た。下流側にさらに1本橋を架設して新大宮バイパスまで現道を拡幅する4車線化は既にこの頃から計画があったが、その沿道は住宅地や商業地が連続しており用地買収の問題から容易ではなく、その目処は立っていない。なお、すぐ東詰に隣接する鴨川に架かるさくら草橋（1992年完工、橋長87.4メートル）は建設当初から4車線に対応する幅員で建設されている。運用上、内側2車線分はゼブラゾーンで制御されている。
2007年に埼玉県が事業主体となり、橋桁に落橋防止装置の設置や橋脚にコンクリートを巻き立てる等の耐震補強工事が実施された。
2016年（平成28年）12月2日には、さいたま市側1径間で道路橋点検ロボットの実証実験が行われた。同年は右岸側取付の秋ヶ瀬陸橋などの修繕工事も行われている。

## 周辺
河川敷は左岸側に広くとられている。その広い河川敷を活用したレクリエーション施設や利水施設がある。これらの施設は治水施設である荒川第一調節池の中にあり、囲繞堤により荒川の低水路より隔てられている。
さくら草公園では毎年春にさくら草祭りが開催され、開花期は行楽客で賑わう。右岸上流側には水田などの農地となっている。橋のすぐ下流側は朝霞市の市域となっている他、戸田市の市域も近い。
- 荒川第一調節池
  - 田島ヶ原サクラソウ自生地（さいたま市営さくら草公園） - 国の特別天然記念物。橋のすぐ南側に位置する[29]。
  - 秋ヶ瀬公園
  - 荒川貯水池（彩湖）
  - さいたま市営荒川彩湖公園
  - 戸田市営彩湖・道満グリーンパーク
  - 昭和水門 - 鴨川の荒川第一調節池入口部分に所在。
- 秋ヶ瀬取水堰
- 浦和ゴルフクラブゴルフ場
- 朝霞パブリックコースゴルフ場
- 西浦和駅
- 荒川サイクリングロード

## その他
- すぐ上流側に秋ヶ瀬取水堰があり、約2.5メートルの水位差（T.P.+2.6メートル）があるため船の通行が不可能となっている[46]。そのため秋ヶ瀬橋桁側面の流心あたりに、スクリュープロペラのシルエットに斜線を描いた「動力船通航禁止区域」を示す標識があり[47]、荒川舟運の実質的終点を掲示表示している。
- 当橋の周辺でタマちゃんなどのアザラシが出没し、マスコミが報道する時期があった。
- 当橋の右岸下流側に秋ヶ瀬桟橋があり、「荒川水上バス」の東京水辺ライン・クイーンメリッサを運航している時期があった[48]。

## 風景

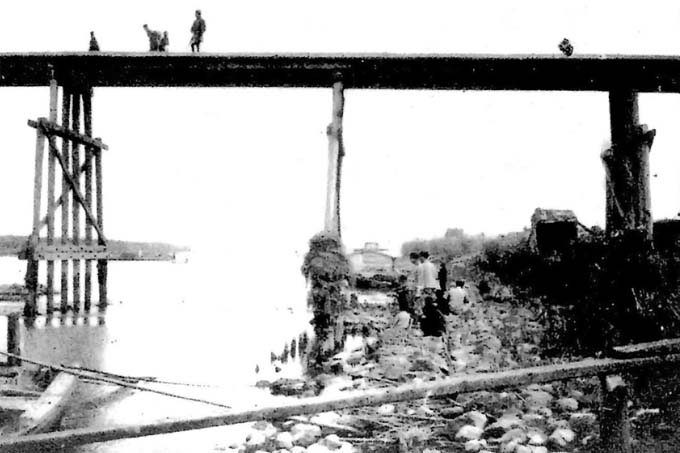
初代秋ヶ瀬橋（1934年）。
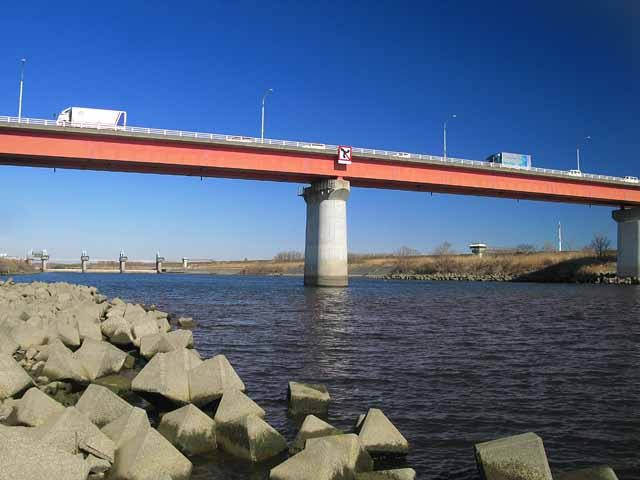
右岸上流側、低水路から。
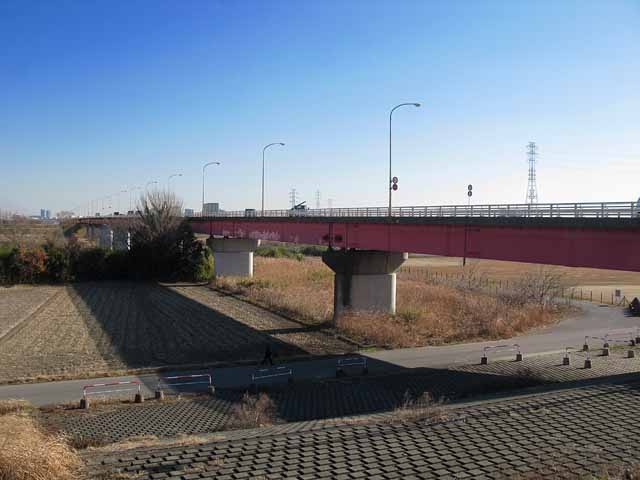
右岸上流側から。
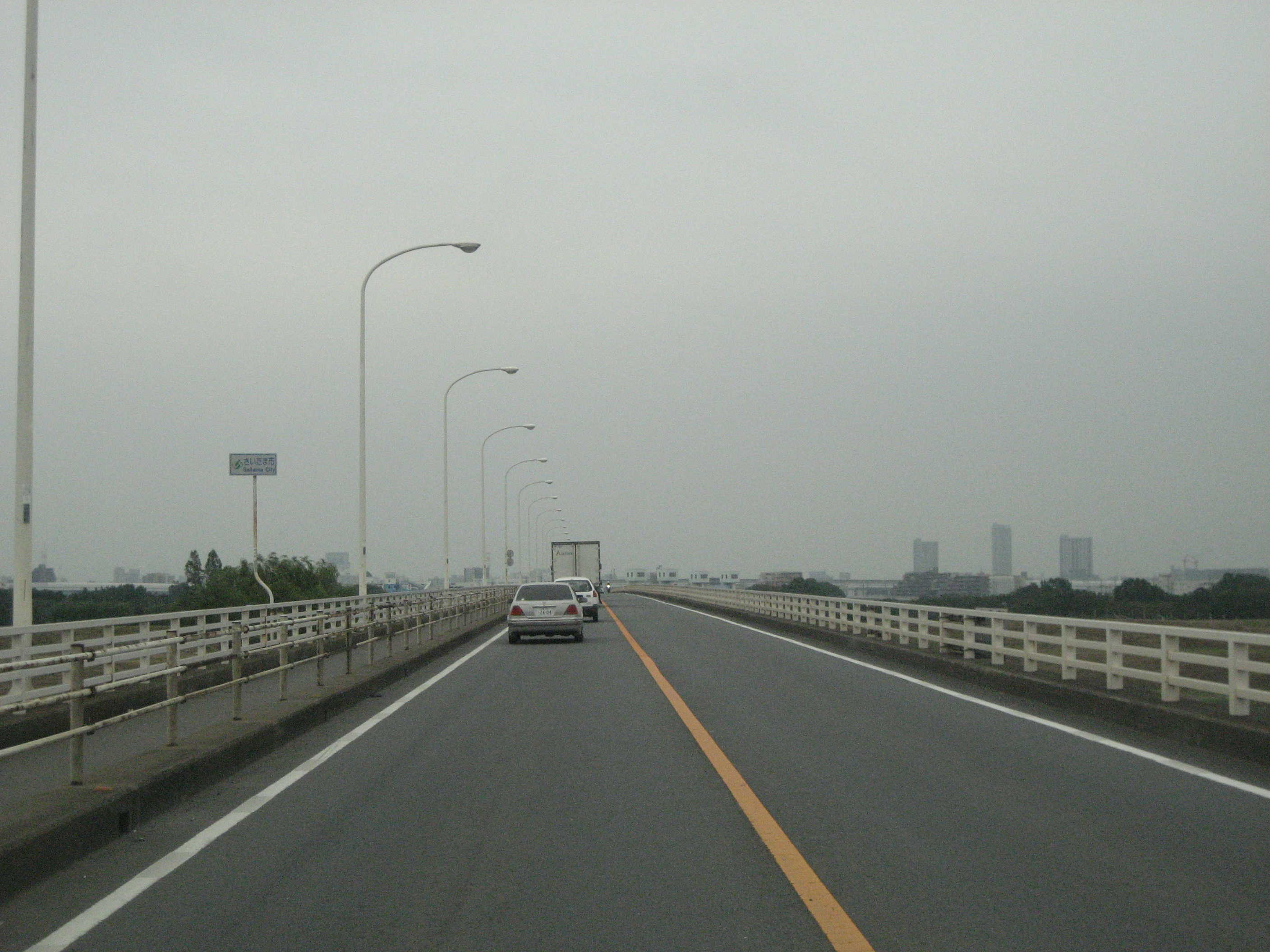
さいたま市方面（2007年）

## 隣の橋
- 荒川

（上流） - 治水橋 - 羽根倉橋 - 秋ヶ瀬橋 - 荒川橋梁 - 幸魂大橋 - （下流）